# Corneel Seys
Corneel Seys (12 de fevereiro de 1912 - ) foi um futebolista belga que competiu na Copa do Mundo FIFA de 1938.